# インド洋諸島ゲームズ
インド洋諸島ゲームズ（英 : Indian Ocean Island Games）はインド洋南西部の島々によるスポーツ総合競技大会。1974年の地域オリンピック会議で提案され、1976年に国際オリンピック委員会に認定された。現在はモーリシャス、コモロ、マダガスカル、モルディブ、セーシェル、レユニオン、マヨットが参加しており、参加者も1979年大会の約1,000人から2019年には2,000人以上に倍増した。

## 沿革
1947年から1963年には、インド洋3か国競技大会（Indian Ocean Games Triangulaire、Tournoi triangulaire de l’Océan Indien）が開催されていた。その大会を前身として、1974年にレユニオンオリンピック委員会が地域の総合競技大会開催を提案。1979年に第1回大会がレユニオン・サン＝ドニで開催された。

## 参加国
|              | コモロ | マダガスカル | モルディブ | モーリシャス | マヨット | レユニオン | セーシェル |
| ------------ | ------ | ------------ | ---------- | ------------ | -------- | ---------- | ---------- |
| 1979年大会   | ○      | ×            | ○          | ○            | ×        | ○          | ○          |
| 1985年大会   | ○      | ○            | ○          | ○            | ×        | ○          | ○          |
| 1990年大会   | ○      | ○            | ○          | ○            | ×        | ○          | ○          |
| 1993年大会   | ○      | ○            | ○          | ○            | ×        | ○          | ○          |
| 1998年大会   | ○      | ○            | ○          | ○            | ×        | ○          | ○          |
| 2003年大会   | ○      | ○            | ○          | ○            | ○        | ○          | ○          |
| 2007年大会   | ○      | ○            | ○          | ○            | ○        | ○          | ○          |
| 2011年大会   | ○      | ○            | ○          | ○            | ○        | ○          | ○          |
| 2015年大会   | ×      | ○            | ○          | ○            | ○        | ○          | ○          |
| 2019年大会   | ○      | ○            | ○          | ○            | ○        | ○          | ○          |
| 参加回数合計 | 9      | 9            | 10         | 10           | 5        | 10         | 10         |

- 2003年大会では、マヨットはレユニオンと合同で「仏領インド洋（France Indian Ocean）」として参加。

## 競技
- 体操
- バドミントン
- バスケットボール
- ボクシング
- サイクリング
- サッカー
- ハンドボール
- 柔道
- 空手
- ペタンク
- ラグビー
- ヨット
- 水泳
- 卓球
- テコンドー
- テニス
- バレーボール
- ウエイトリフティング
- レスリング

## 大会一覧
| インド洋諸島ゲームズ | インド洋諸島ゲームズ | インド洋諸島ゲームズ | インド洋諸島ゲームズ |
| 年                   | 回                   | 開催都市             | 開催国               |
| -------------------- | -------------------- | -------------------- | -------------------- |
| 1979                 | I                    | サン＝ドニ           | レユニオン           |
| 1985                 | II                   | ポートルイス         | モーリシャス         |
| 1990                 | III                  | アンタナナリボ       | マダガスカル         |
| 1993                 | IV                   | ヴィクトリア         | セーシェル           |
| 1998                 | V                    | サン＝ドニ           | レユニオン           |
| 2003                 | VI                   | ポートルイス         | モーリシャス         |
| 2007                 | VII                  | アンタナナリボ       | マダガスカル         |
| 2011                 | VIII                 | ヴィクトリア         | セーシェル           |
| 2015                 | IX                   | サン＝ドニ           | レユニオン           |
| 2019                 | X                    | ポートルイス         | モーリシャス         |
| 2023                 | XI                   | アンタナナリボ       | マダガスカル         |
| 2027                 | XII                  |                      | マヨット             |